# Alfred Asikainen
Alfred Johan "Alpo" Asikainen (Viipuri, Gran Ducat de Finlàndia, Imperi Rus, 2 de novembre de 1888 - Mäntsälä, Uusimaa, 7 de gener de 1942) va ser un lluitador finlandès que va competir a començaments del segle xx.
El 1911 guanyà el campionat del món de pes mitjà a Hèlsinki.
El 1912 va prendre part en els Jocs Olímpics d'Estocolm, on guanyà la medalla de bronze de la categoria del pes mitjà de lluita grecoromana. Asikainen va guanyar els quatre primers combats, incloent al final medalla d'or Claes Johansson. A la semifinal va lluitar contra l'estonià Martin Klein, que representava a Rússia, en un enfrontament que va durar onze hores i quaranta minuts, i que continua sent el combat de lluita lliure més llarg de la història. Asikainen va perdre i Klein acabà retirant-se de la final per l'esgotament, amb la qual cosa Johansson va guanyar la medalla d'or.